# Cessione d'azienda
La cessione d'azienda consiste nel trasferimento del diritto di esercizio di una data azienda (diritto distinto dal titolo sui beni che la compongono) ad altro soggetto economico e/o giuridico; si compie normalmente a seguito di compravendita, successione o donazione e può derivare anche da affitto ai sensi dell'articolo 2562 del Codice civile (in quanto ciò che conta è che vi sia l'idoneità dei beni aziendali trasferiti a consentire la  prosecuzione dell'attività ceduta) o da usufrutto ai sensi dell'articolo 2561 del codice civile.
Può anche consistere nel trasferimento di quote societarie o azionarie che consentano di fatto la possibilità di esercizio dell'azienda. A seconda della controprestazione richiesta (conferimento o denaro), la cessione è rilasciata dall'esercente uscente per "apporto" se il patto prevede il conferimento di quote o azioni, ovvero per "vendita" se è stato pattuito un prezzo. 

## Bilancio di cessione
Il bilancio di cessione è un bilancio straordinario (non ordinario) che deve comprendere:
- Valore delle attività cedute.
- Valore delle passività accollate.
- Avviamento (qualora ve ne sia).
- Prezzo di cessione.